# Fou Ts’ong

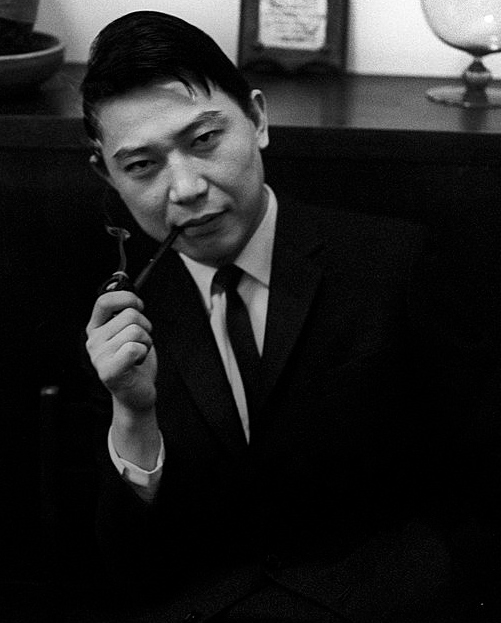
Fou Ts'ong (1965)

Fou Ts’ong (* 10. März 1934 in Shanghai; † 28. Dezember 2020 in London) war ein chinesischer und britischer klassischer Pianist.

## Leben und Werk
Fou ist der Sohn eines chinesischen Schriftstellers und Übersetzers französischer Literatur. Er wurde, unter dem strengen Einfluss seines Vaters, im Geiste der klassischen chinesischen Kultur erzogen, durch die er eben den abendländischen Geist gut nachvollzieht. Zum Beispiel verglich er den Geist von Mozart mit einer Kombination der Persönlichkeiten von Jia Baoyu und Sun Wukong. Er begann als kleiner Junge privaten Klavierunterricht zu nehmen und studierte zwischen 1944 und 1948 bei Mario Paci, einem italienischen Musiker, der in China lebte.
1953 erreichte er mit dem 3. Preis beim Internationalen Jugend- und Studentenfestival in Budapest seinen ersten wichtigen Erfolg. Im gleichen Jahr trat er als Solist mit dem Chinese Song and Dance Ensemble in Polen auf. In dieser Zeit traf er den Pianisten und Klavierpädagogen Zbigniew Drzewiecki, der ihn als Schüler in seine Klasse aufnahm und bei ihm von 1954 bis 1956 studierte. Nach einem Jahr Studium bei Drzewiecki nahm er 1955 am Internationalen Chopin-Wettbewerb teil. Er erreichte den 3. Preis dieses Wettbewerbes und gewann den Mazurka-Preis des polnischen Radios für die beste Mazurka-Darbietung.
Fou Ts’Ongs Aufenthalt in Warschau war der Beginn seiner Konzertkarriere, die sich zunächst in den osteuropäischen Ländern entwickelte. Nach dem Abschluss seines Studiums bei Drzewiecki im Jahr 1956 gelang es ihm, mit Hilfe polnischer Freunde, die politische Situation in China zu verstehen und nach England überzusiedeln. In dieser Zeit wurde er ein sehr beliebter Pianist. Er wurde von namhaften Konzertagenturen in Europa, Asien, Australien und Amerika eingeladen.
Sein Repertoire war auf Chopin, Schubert und Mozart, aber auch auf Händel, Scarlatti, Beethoven und Débussy ausgerichtet. Fou hat für verschiedene Labels Tonträger aufgenommen, darunter Mozarts Klavierkonzerte und Chopins Werke, beide Konzerte mit der Sinfonia Varsovia, die kompletten Balladen, ausgewählte Mazurken und Etüden, die Berceuse, die Sonate in b-Moll und weitere Werke. Fou spielte regelmäßig in Polen, nahm an Sinfoniekonzerten als Solist teil und gab Chopin- und gemischte Programmabende. In den Jahren 2005, 2006 und 2010 trat Fou Ts’ong während des Festivals Chopin und sein Europa in Warschau auf. In der Serie The Real Chopin hat Fou eine CD mit Mazurkas aufgenommen.
Hermann Hesse schrieb 1960 über Fous Chopin-Spiel, dass er die früheren Meister Padereweski, Fischer, Lipatti und Cortot übertraf. In der Tat, Fou zu hören, sagte er, sollte das "reine Gold" von Chopin selbst spielen hören. Über sein Spiel sagte Hesse: "Es atmete den Duft von Veilchen, Regen auf Mallorca und auch von exklusiven Salons, es klang melancholisch und modisch, die rhythmische Definition war ebenso sensibel wie die Dynamik. Es war ein Wunder."
Fou Ts’Ong war in den Jahren 1985 und 2010 Mitglied der Jury des Chopin-Wettbewerbs, und Vizepräsident des Santander Klavierwettbewerbs im Jahr 2002.

## Wertung
Ts'ong wurde von vielen Musikkritikern wegen seiner hoch spirituellen Interpretationen von Chopin-, Schubert- und Mozart-Werken als der „Dichter am Klavier“ charakterisiert.

## Persönliches
Fou Ts'ong hat sich in den 50er Jahren in London niedergelassen, wo er fortan gelebt und unterrichtet hat.
Seine Eltern, Fou Lei und Zhu Meifu, wurden während der Kulturrevolution verfolgt und begingen im September 1966 Suizid.
Fou Ts'ong hat einen Bruder namens Fu Min.
Von 1960 bis 1969 war er mit Zamira Menuhin, der Tochter von Yehudi Menuhin, verheiratet. Aus dieser Ehe ging ein Sohn hervor. In zweiter Ehe heiratete er die in London lehrende chinesische Pianistin Patsy Toh.
Er infizierte sich im Dezember 2020 mit dem Coronavirus und starb an COVID-19 am 28. Dezember 2020 in London im Alter von 86 Jahren.